# Biodesinfección
La biodesinfección es la técnica que se fundamenta en la acción desinfectante de las sustancias que se originan durante la descomposición de la materia orgánica en el suelo para el manejo de los patógenos de las plantas.
Resulta eficaz en el control de bacterias, hongos, nematodos e incluso malas hierbas, pudiendo regular problemas de virus. Este efecto se puede prolongar en el tiempo cuando esta técnica se incluye dentro de un sistema de manejo integrado.
Los biodesinfectantes además estimulan la actividad biológica y mejoran las propiedades físicas y químicas del suelo, reduciendo el consumo de agua y fertilizantes. La biodesinfección de suelos, en una primera fase se consideró como una propiedad de las brasicas, que al utilizarse como abono verde dan lugar a gases (isotiocianatos) con efecto biocida, por lo que se la denominó biofumigación.